# (13411) OLRAP
(13411) OLRAP est un astéroïde de la ceinture principale.

## Description
(13411) OLRAP est un astéroïde de la ceinture principale. Il fut découvert le 31 octobre 1999 à Bédoin par Pierre Antonini. Il présente une orbite caractérisée par un demi-grand axe de 2,65 UA, une excentricité de 0,19 et une inclinaison de 12,7° par rapport à l'écliptique.
Il est nommé d'après l'Orchestre régional Avignon-Provence.

## Compléments